# Speiredonia spectans
Speiredonia spectans là một loài bướm đêm thuộc họ Erebidae. Nó được tìm thấy ở đông bắc quarter của Úc và Tasmania. Strays have been recorded trên đảo Norfolk và ở New Zealand.
Sải cánh dài khoảng 70 mm.
Ấu trùng ăn các loài Acacia.

## Hình ảnh

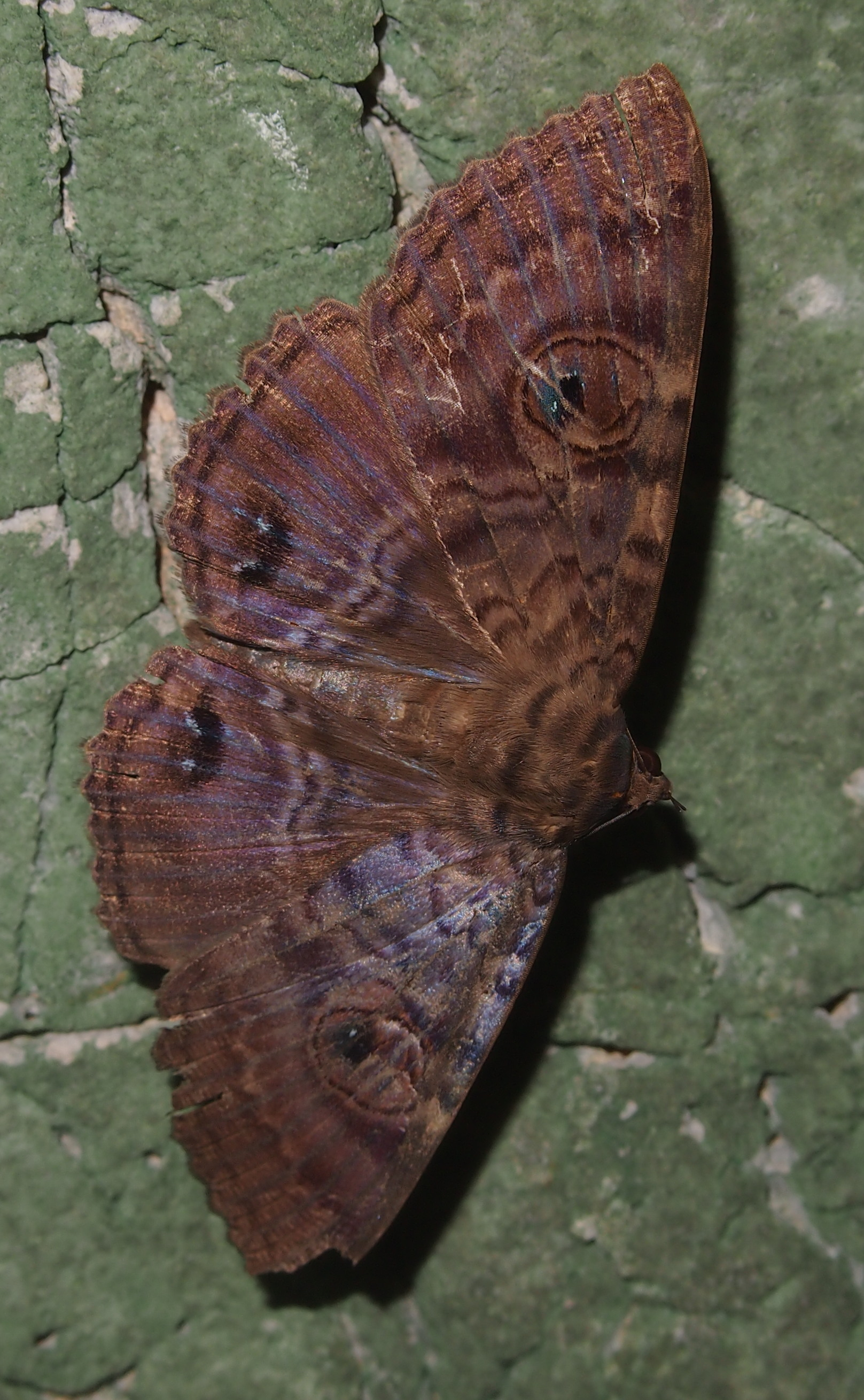
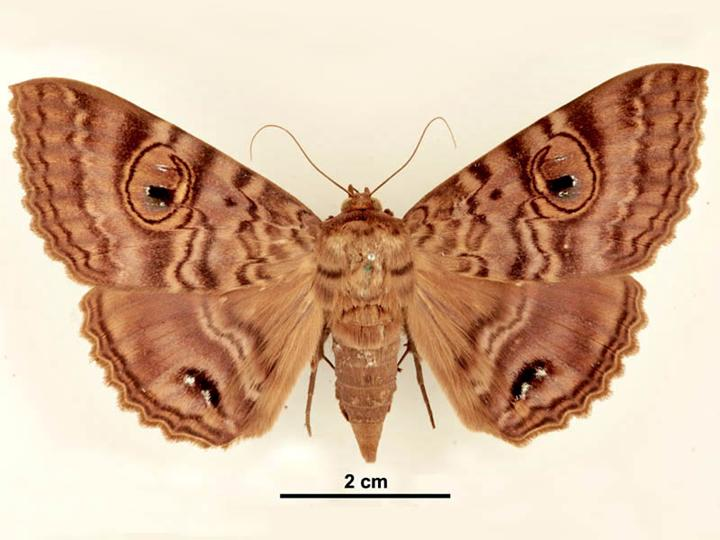
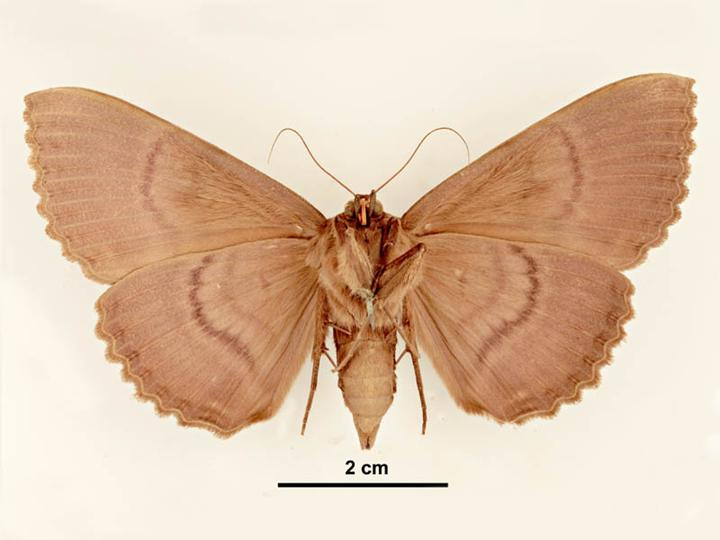
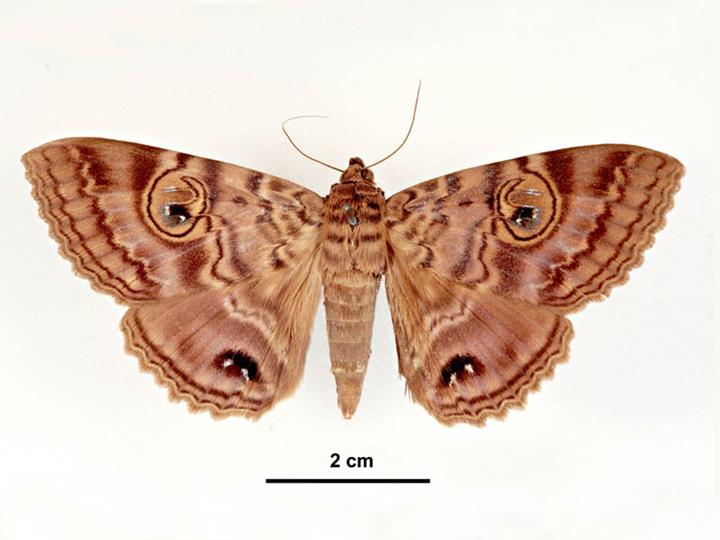